# بايركسوكويتس
بايركسوكويتس (بالإنجليزية: Parexocoetus) وهي من جنس السمك الطائر.

## الأصناف
هنالك ثلاثة أصناف معروفة لحد الآن في هذا الجنس.